# Kohautia tenuis
Kohautia tenuis är en måreväxtart som först beskrevs av Bowdich, och fick sitt nu gällande namn av David John Mabberley. Kohautia tenuis ingår i släktet Kohautia och familjen måreväxter. Inga underarter finns listade i Catalogue of Life.